# International Journal of Modern Physics
International Journal of Modern Physics és una sèrie de revistes de física publicades per World Scientific.

## A
International Journal of Modern Physics A es va establir el 1986, i cobreix específicament partícules i camps, gravitació, cosmologia, i física nuclear.
La revista s'abstreu i indexada a:
- Science Citation Index
- Current Contents/Physical, Chemical & Earth Sciences
- Astrophysics Data System (ADS) Abstract Service
- Mathematical Reviews
- Inspec
- Zentralblatt MATH

## B
International Journal of Modern Physics B es va establir el 1987. Cobreix específicament els desenvolupaments en matèria condensada, física estadística i aplicada, i alta superconductivitat de Tc.
La revista s'abstreu i indexada a:
- Science Citation Index
- Current Contents/Physical, Chemical & Earth Sciences
- Astrophysics Data System (ADS) Abstract Service
- Chemical Abstracts Service
- Mathematical Reviews
- Inspec
- CSA Meteorological & Geoastrophysical Abstracts
- Zentralblatt MATH
- Scopus

## C
International Journal of Modern Physics C es va establir en 1990. Cobreix específicament física computacional, computació física i temes relacionats, amb temes com astrofísica, biofísica computacional, ciència de materials i física estadística.
La revista s'abstreu i indexada a:
- Scopus
- Science Citation Index
- CompuMath Citation Index
- Current Contents/Physical, Chemical & Earth Sciences
- Computer & Control Abstracts
- Electrical & Electronics Abstracts
- Physics Abstracts
- Energy Science and Technology Database
- Astrophysics Data System (ADS) Abstract Service
- Mathematical Reviews
- Inspec
- CSA Meteorological & Geoastrophysical Abstracts
- Zentralblatt MATH

## D
International Journal of Modern Physics D es va establir el 1992. Cobreix específicament la gravitació, l'astrofísica i la cosmologia, amb temes com la relativitat general, la gravetat quàntica, les partícules còsmiques i la radiació.
La revista s'abstreu i indexada a:
- Science Citation Index
- ISI Alerting Services
- Current Contents/Physical, Chemical & Earth Sciences
- Astrophysics Data System (ADS) Abstract Service
- Mathematical Reviews
- Inspec
- Zentralblatt MATH

## E
International Journal of Modern Physics E es va establir el 1992. Cobreix específicament temes sobre ciència nuclear experimental, teòrica i computacional, i les seves aplicacions i interfície amb l'astrofísica i la física de partícules.
La revista s'abstreu i indexada a:
- Current Contents/Physical, Chemical & Earth Sciences
- Astrophysics Data System (ADS) Abstract Service
- Inspec